# 양사언 초서
양사언 초서 (楊士彦 草書)는 서울특별시 마포구 백범로 35, 서강대학교박물관에 있는 조선시대의 축(軸)이다. 2010년 1월 4일 대한민국의 보물 제1624호로 지정되었다.
- 소유자(관리자)：서강대학교
- 수량：1점
- 규격(세로×가로)：서면(書面) 41.5×123.3(cm), 발문(跋文) 41.5×36.0(cm)
- 재질：종이에 먹〔紙本墨書〕
- 판종/형식：필사본/축장(軸裝)
- 연대：16세기
- 현 소재지：서울특별시 마포구 백범로 35, 서강대학교박물관

## 지정 사유
16세기 문신·시조작가·초서명필로 유명한 봉래(蓬萊) 양사언(楊士彦, 1517~1584)의 필적으로 당나라 저광의(儲光羲)의 오언시 「낙양도(洛陽道)」 5수 가운데 제1수를 쓴 것이다. 원래 첩이었던 것을 근대에 축으로 개장하였다. 양사언은 고산(孤山) 황기로(黃耆老, 1521~1576?) 와 더불어 조선을 대표하는 초서 명필로 후대에 큰 영향을 미쳤다. 그는 금강산과 같은 선경(仙境)을 좋아하고 세속에 얽매이기를 싫어했듯이 글씨에서도 당나라 장욱(張旭)과 회소(懷素)의 방일(放逸)한 초서를 매우 애호하였다.
현재까지 알려진 양사언의 필적으로 봉래유묵(蓬萊遺墨, 제1539호)(연세대 중앙도서관)은 국한문을 섞어 쓴 자작시문 원고로 문학연구 자료로 귀중하다. 또『근묵(槿墨)』(성균관대박물관)에 실린 시고(詩稿) 등 몇몇 소품이 전한다. 이에 비해 이 오언시 필적은 둥근 원필세(圓筆勢)의 빠르고 거침없는 대자초서(大字草書)로 자유분방하고 도가적 기풍의 예술세계를 가졌던 양사언의 성품과 그가 지향한 초서의 경지를 잘 보여준다. 초성(草聖)이라 불렸던 그의 진면목을 잘 보여주는 명작으로 평가되며, 더욱 이 뒤쪽에 조선후기 명필 이광사(李匡師, 1705~1777)의 1749년 발문(3건)과 조명교(曹命敎, 1687~1753)의 발문이 딸려 있어 그 가치를 더욱 높여준다.

## 같이 보기
- 양사언

## 참고 자료
- 양사언 초서 (楊士彦 草書) - 국가유산청 국가유산포털
- 문화재청고시 제2009-129호, 대한민국 관보 제17166호, 94쪽, 2010-01-04